# Bridget Phillipson
Bridget Maeve Phillipson (ur. 19 grudnia 1983 w Gateshead) – brytyjska polityczka, członkini Partii Pracy. Od 2024 minister edukacji oraz minister ds. kobiet i równości. Od 2010 posłanka do Izby Gmin.

## Życiorys

### Młodość, wykształcenie i kariera zawodowa
Dorastała w Washington, w hrabstwie Tyne and Wear. Była wychowana samotnie przez matkę Clarę Phillipson (mąż opuścił ją gdy była w ciąży). Mieszkały lokalu komunalnym pozbawionym centralnego ogrzewania. W 2005 ukończyła studia z zakresu historii nowożytnej w Hertford College na Uniwersytecie Oksfordzkim. W latach 2005–2007 pracowała w samorządzie lokalnym, a następnie (do 2010) była kierowniczką schroniska dla kobiet Wearside Women in Need, które założyła jej matka.

### Działalność polityczna
Jako dziecko towarzyszyła swojej matce na zebraniach lokalnego koła Partii Pracy. Sama wstąpiła do tej partii w wieku 15 lat. W roku akademickim 2003/04 była współprzewodniczącą Oxford University Labour Club (organizacji zrzeszającej studentów Uniwersytetu Oksfordzkiego sympatyzujących z Partią Pracy).
W wyborach parlamentarnych w 2010 z powodzeniem kandydowała do Izby Gmin z okręgu Houghton and Sunderland South. Uzyskiwała w nim reelekcje w latach: 2015, 2017, 2019 i 2024. W latach 2013–2015 sprawowała funkcję whipa opozycji. 6 kwietnia 2020 weszła w skład gabinetu cieni utworzonego przez Keira Starmera. Początkowo zajmowała w nim stanowisko naczelnego sekretarza skarbu, zaś od 29 listopada 2021 – ministra edukacji. 
5 lipca 2024, bezpośrednio po wygranych przez Partię Pracy wyborach parlamentarnych, została ministrem edukacji oraz ministrem ds. kobiet i równości w gabinecie Keira Starmera.

### Życie prywatne
Jest zamężna i ma dwoje dzieci. Mieszka w Sunderland.